# Ludmila Klukanová
Ludmila Klukanová, rozená Šabatová (5. října 1936, Lipník) je moravská spisovatelka a básnířka.

## Životopis
Ludmila, rozená Šabatová, se narodila roku 1936 v Lipníku na Vysočině v rodině sedláka Rudolfa Šabaty a jeho manželky Růženy. Jako dcera z větší rolnické usedlosti měla zákaz studia, po vychození povinné roční Základní odborné školy rolnické v Třebíči v roku 1952 pracovala rok v zemědělství. Roku 1953 mohla začít studovat v Jihlavě na střední zdravotnické škole, v roce 1954 však studium přerušila. Střední všeobecně vzdělávací školu (SVVŠ) absolvovala při zaměstnání s maturitou v roce 1967.
V Jihlavě, kde dosud žije, také pracovala: nejprve od 1954–1955 v knihkupectví, poté od 1955 až 1958 v různých administrativních funkcích v Mototechně, v letech 1963–1966 v Městském bytovém podniku, od 1968 do 1970 v Okresním výboru Svazarmu, v letech 1970–1981 v autoškole a od 1980 do 1989 v Agrochemickém podniku. 
Publikovala od roku 1964, nejprve v okresních novinách Jiskra, později v Hostu do domu, Sešitech pro mladou literaturu, Světě práce, Rovnosti, Literárním měsíčníku, Ostravském kulturním měsíčníku, Tvorbě, ROK, Lidových novinách, Literárních novinách aj. Debutovala jako spisovatelka v roce 1981 knihou Jezírka. Po listopadu 1989 působila jako tisková mluvčí Občanského fóra v Jihlavě; zasadila se o obnovu Jihlavských listů, v jejichž redakci pak 1990–1991 rovněž pracovala. Nyní se věnuje literatuře a publicistice. Je členkou Obce spisovatelů, PEN klubu a Společnosti Otokara Březiny.
Má dvě děti: Petr Klukan (1961) je šéfredaktorem Jihlavských listů, dcera je vysokoškolský pedagog.

### Vyznamenání
- 2002: Cena Rady města Jihlavy za významnou celoživotní literární činnost[2]
- 2006: Cena města Jihlavy za celoživotní publikační a literární činnost celonárodního formátu u příležitosti 70. narozenin
- 2019: Kamenná medaile Kraje Vysočina[3]

## Dílo
- Jezírka. 1981
- spoluautorka: Sklizeň světla. 1983
- Na štítu bylo vytesáno kolo. 1984
- Remonta. 1986
- spoluautorka: Almanach literární tvorby autorů jihlavského okresu. 1989
- Denica. 1990
- Slep mi klíč. 1990
- První generace města. 1990
- Z pohádkových končin. 1993
- …zemský ráj… 1996
- Například jeden život. 1998
- Jihlava Gustavu Mahlerovi. 2000 [překlad do angličtiny a němčiny: Gustav Mahler and Jihlava = Gustav Mahler und Iglau. 2003]
- Zasklené krajiny. 2000
- Konce kolověku. 2001
- Věno. 2004
- Vyvěrání propadání. 2006
- Páni malíři. 2007
- spoluautorka: Devla, Devla! Básně a povídky o Romech. 2008
- Pozdní čas nastal nám. 2014
- Z království pramenů i skal. 2014
- Morena. 2015
- Přemítání. 2016